# Virginia Commonwealth University

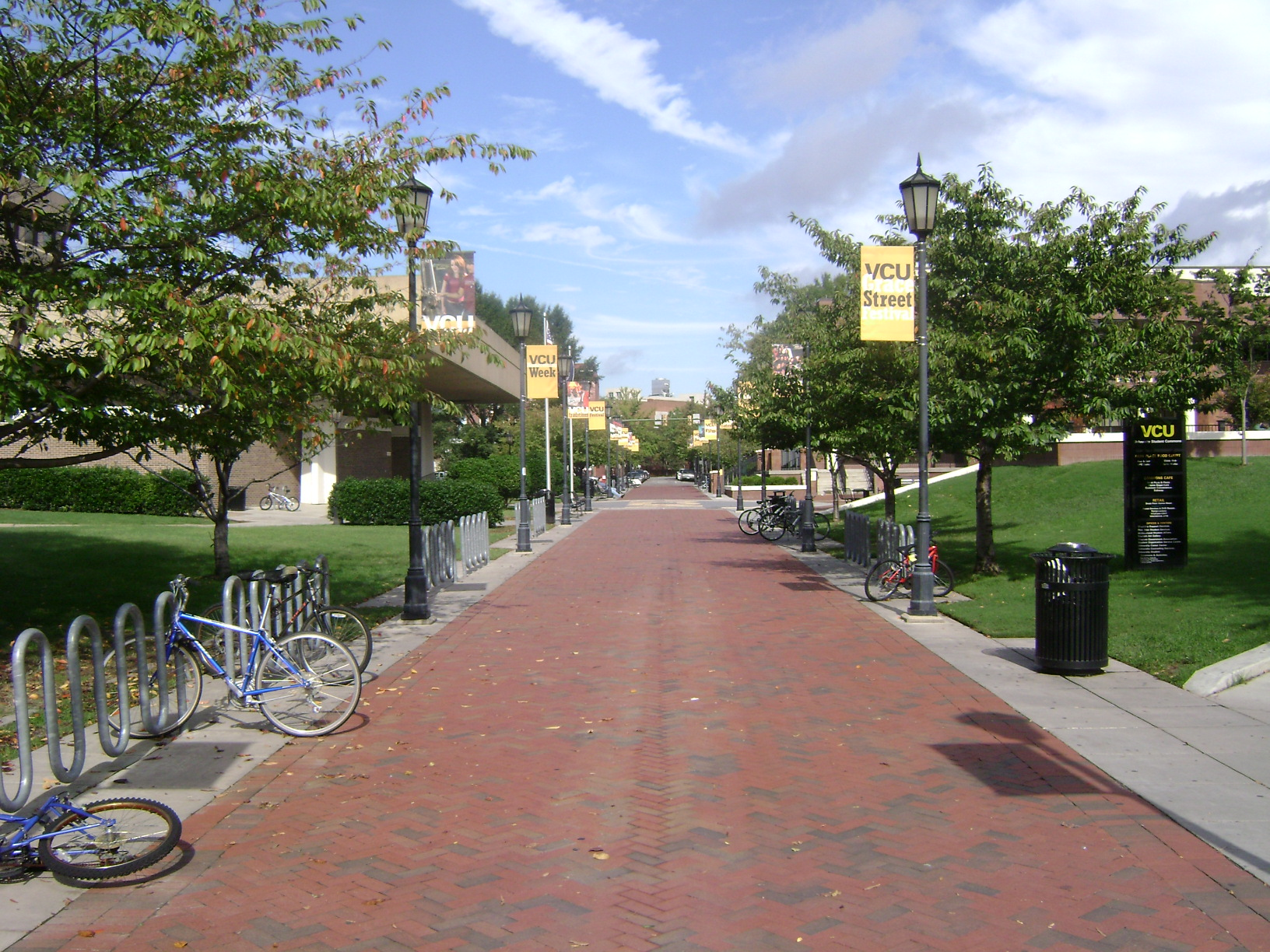
Zdjęcie ulicy Linden, fragment kampusu Uniwersytetu Wspólnoty Wirginii

Virginia Commonwealth University (VCU) – uniwersytet w Richmond w stanie Wirginia, założony w 1838 r.
W roku akademickim 2006/2007 na uczelni tej studiowało 30 381 osób. Zaliczana jest ona do uniwersytetów mających status doctoral/research-extensive, według Carnegie Classification of Institutions of Higher Education.
Rektorem jest Michael Rao.